# Йенсен, Маттиас Скельмосе
Маттиас Скельмосе Йенсен (дат. Mattias Skjelmose Jensen; род. 26 сентября 2000, Копенгаген) — датский профессиональный шоссейный велогонщик, выступающий за команду мирового тура «Lidl-Trek».

## Биография
Будучи юниором, Йенсен выиграл горный зачёт Гран-при Присниц спа в 2017 году и общий зачёт Тура Страны Во в 2018 году.
Во взрослой категории Йенсен сначала присоединился к континентальной команде Leopard Pro Cycling в 2020 году, а затем в конце сезона стал стажером команды WorldTeam Trek-Segafredo, с которой заключил постоянный контракт на сезон 2021 года и далее. В своём первом сезоне за Trek он занял шестое место в общем зачёте на Туре ОАЭ, этапной гонке UCI WorldTour, вскоре занял седьмое место в Туре Норвегии и выиграл юниорскую классификацию. В 2023 году выиграл Тур Швейцарии.

## Гонки

### Участие в некоторых гонках
| Участие в гранд-турах |      |      |      |
| Гранд-тур             | 2021 | 2022 | 2023 |
| Джиро д’Италия        | —    | 40   | —    |
| Тур де Франс          | —    | —    | 29   |
| Вуэльта Испании       | —    | —    |      |
| Другие гонки          |      |      |      |
| Гонка                 | 2021 | 2022 | 2023 |
| Париж — Ницца         | —    | —    | DNF  |
| Тиррено — Адриатико   | —    | —    | —    |
| Вуэльта Каталонии     | 83   | 16   | —    |
| Тур Страны Басков     | —    | —    | 17   |
| Тур Романдии          | 21   | —    | —    |
| Критериум Дофине      | 21   | —    | —    |
| Тур Швейцарии         | —    | —    | 1    |